# Matjaž Kek
Matjaž Kek (* 9. September 1961 in Maribor, SR Slowenien, SFR Jugoslawien) ist ein slowenischer Fußballtrainer und ehemaliger Fußballspieler. Von 2007 bis 2011 war er erstmals Trainer der slowenischen Fußballnationalmannschaft und hat diesen Posten seit 2018 wieder inne.
Sein 1991 geborener gleichnamiger Sohn ist ebenfalls im Fußballsport aktiv.

## Spielerlaufbahn
Kek begann 1979 seine Profikarriere als Mittelfeldspieler beim heimatlichen NK Maribor in der damaligen jugoslawischen Liga. 1984 erfolgte der Wechsel in die zweite österreichische Leistungsstufe zum SV Spittal und auf die Liberoposition. Vor der Frühjahrssaison 1989 wurde er vom Erstligisten Grazer AK verpflichtet. Mit den Athletikern kam 1990 der Abstieg in die Zweitklassigkeit, Kek blieb trotzdem bis 1994 in Graz und wurde zum „Leithammel“ einer jungen und ambitionierten Mannschaft. Danach ging es für ihn zurück zum NK Maribor, zu dieser Zeit bereits in der eigenständigen Slowenischen Liga eine fixe Größe. Von 1995 bis 1999 gewann er drei Meistertitel mit den „Violetten“. Kek war bekannt für seinen harten und präzisen Schuss und seine übersichtliche Spielweise.

## Trainerlaufbahn
Nach seinem Rücktritt als Spieler wurde er Co-Trainer bei seinem Stammverein und wurde er im Jahre 2000 zum Chefcoach befördert. Unter seiner Führung gewann der NK Maribor die Slowenische Meisterschaft in den Jahren 2001 und 2003. Später begann er als Nachwuchstrainer für diverse Jugendauswahlen beim slowenischen Fußballverband zu arbeiten. Am 3. Januar 2007 wurde Kek zum neuen Cheftrainer der slowenischen Nationalmannschaft bestellt.
Nach dem Scheitern Sloweniens in der Qualifikation zur Fußball-Europameisterschaft 2012 trat Kek am 24. Oktober 2011 als Trainer der slowenischen Nationalelf zurück. Sein Nachfolger wurde Slaviša Stojanovič.
Von Februar 2013 bis Oktober 2018 trainierte er den kroatischen Erstligisten HNK Rijeka, mit dem er u. a. zweimal den nationalen Pokal, einmal den kroatischen Supercup und  einmal die kroatische Meisterschaft gewinnen konnte. Damit ist er der erfolgreichste Trainer der Vereinsgeschichte und verfügt bis auch lange nach seiner Zeit beim HNK Rijeka einen legendären Ruf bei den Fans.
Am 27. November 2018 wurde Kek zum zweiten Mal Trainer der slowenischen Nationalmannschaft.

## Titel und Erfolge
als Spieler
mit Maribor
- Slowenischer Meister: 1996/97, 1997/98, 1998/99

als Trainer
mit Maribor
- Slowenischer Meister: 2000/01, 2002/03

mit HNK Rijeka
Kroatischer Pokalsieger: 2015, 2017
Kroatische Fußballmeisterschaft: 2017
Kroatischer Fußball-Supercup: 2014